# The Rivieras
The Rivieras sono stati un gruppo musicale rock and roll formatosi all'inizio degli anni sessanta a South Bend (Indiana), Stati Uniti, attivo dal 1962 al 1966. Sono noti principalmente per il loro unico brano di successo California Sun, composto da Henry Glover e Morris Levy.

## Storia
I Rivieras erano costituiti da adolescenti studenti della South Bend Central High School. Originariamente la band si chiamava The Playmates, ma dovettero cambiare nome poiché esisteva già un gruppo musicale dallo stesso nome.
I Rivieras furono uno dei molti gruppi statunitensi assimilabili alla corrente del "frat rock" dei primi anni sessanta. La band ebbe il suo maggiore hit nel 1964 con una cover di California Sun, che raggiunse il quinto posto in classifica negli Stati Uniti. California Sun fu uno degli ultimi brani di rock and roll americano ad entrare nella Billboard Hot 100 prima della "British invasion", raggiungendo la posizione più alta nella stessa settimana in cui i Beatles conquistarono la vetta con I Want to Hold Your Hand.
In aggiunta al loro unico grande successo, i Rivieras riuscirono a piazzare nel '64 altre tre canzoni nella Billboard Hot 100: Let's Have a Party (n. 99), Little Donna (n. 93) e Rockin' Robin (n. 96). Lo stesso anno, il loro album di debutto, Let's Have a Party, raggiunse la posizione numero 115 nella Billboard 200.
Sia a causa di motivi personali che di drastici cambiamenti nell'industria musicale pop, il gruppo si sciolse nel 1966.
Il membro fondatore Joe Pennell è morto il 21 aprile 2011, all'età di 66 anni. Marty Fortson è morto il 26 settembre 2012.

## Membri
- Marty "Bo" Fortson: voce e chitarra
- Doug Gean: basso
- Joe Pennell: chitarra
- Otto Nuss: organo
- Paul Dennert: batteria
- Stanley "Chip" Baginski: batteria

Fortson e Pennell lasciarono il gruppo per entrare nei Marines poco tempo dopo l'incisione di California Sun. Furono sostituiti da Jim Boal (chitarra) e Willie Gaut (voce, chitarra ritmica) e Bobby Wantuch (batteria). Il manager della band, Bill Dobslaw diventò il cantante solista del gruppo nelle successive incisioni.
Negli ultimi tempi della band, altri membri lasciarono a causa delle pressioni esercitate su di loro dai genitori che volevano si dedicassero allo studio. Vari sostituti furono utilizzati nell'ultimo periodo, inclusi Jeff McKew (voce, chitarra) e Terry McCoy (batteria).

## Discografia

### Album
- 1964 - Let's Have A Party
- 1964 - Let's Stomp with The Rivieras
- 1965 - Campus Party

### Singoli
- 1964 - California Sun / H.B. Goose Step (Riviera# 1401) South Bend, Indiana.[8] LISTEN
- 1964 - California Sun / Played On (Riviera# 1401) La Porte, Indiana.[9]
- 1964 - Little Donna / Let's Have A Party (Riviera# 1402)	La Porte, Indiana.[10]
- 1964 - Rockin' Robin / Battle Line (Riviera# 1403) La Porte, Indiana.[11]
- 1965 - Whole Lotta Shakin' / Rip It Up (Riviera# 1405) South Bend, Indiana.[12]
- 1965 - Whole Lotta Shakin' / Whole Lotta Shakin' (Riviera# 1405 DJ) South Bend, Indiana.[13]
- 1965 - Lakeview Lane / Let's Go To Hawaii (Riviera# 1406) South Bend, Indiana.[14]
- 1965 - Somebody New / Somebody Asked Me (Riviera# 1407) La Porte, Indiana.[15]
- 1965 - Bug Juice / Never Feel the Pain (Riviera# 1409) Mishawaka, Indiana.[16]
- 1965 - California Sun / Little Donna / Back In The Sun (Riviera# 1410) South Bend, Indiana.[17]
- 1965 - California Sun '65[18]